# 등록질
등록질(登錄質)이란 회사가 질권설정자의 청구에 의하여 질권자의 성명과 주소를 주주명부에 부기하고 그 성명을 주권에 기재하는 방법에 의한 질권설정을 말한다.

## 같이 보기
- 약식질